# Битва при Эвримедонте
Битва при Эвримедо́нте — двойное сражение, происходившее на море и на суше между Делосским союзом, в который входили Афины и их союзники, и Персидской империей Ксеркса I. Оно произошло в 469 или 466 году до н. э. вблизи от устья реки Эвримедонт (ныне Кёпрючай) в Памфилии, на полуострове Малая Азия (современная Турция). Битва является составной частью греко-персидских войн.
Делосский союз был создан Афинами и многими городами-государствами бассейна Эгейского моря, чтобы продолжить войну с Персией после первого и второго персидских вторжений в Грецию (492—490 и 480—479 годы до н. э. соответственно). В период после битв при Платеях и Микале, которыми закончилось второе вторжение, греческие союзники перешли в наступление и осадили города Сест и Византий. Делосский союз затем продолжил войну самостоятельно, и его войска продолжали атаковать персидские базы в Эгейском море в следующем десятилетии.
В 469 или 466 году до н. э. персы начали собирать большую армию и флот для крупного наступления против греков. Сбор проводился возле Эвримедонта. Не исключено, что своей целью персы ставили захват один за одним греческих городов вдоль побережья Малой Азии и возврат азиатских областей, подчинённых грекам, под свою власть, с тем, чтобы организовать там базы для своих военно-морских сил, из которых персы могли бы начинать экспедиции в Эгейское море. Узнав о приготовлениях персов, афинский полководец Кимон собрал 200 триер и отплыл в Фаселиду в Памфилии, которая присоединилась к Делосскому союзу. Фактически, это разрушило персидские планы на первом же этапе.
Затем Кимон организовал наступление, чтобы неожиданно напасть на персидское войско у Эвримедонта. Подплыв к устью реки, он быстро разгромил персидский флот, который находился там. Большая часть персидского флота причалила к суше, и моряки бежали в лагерь персидской армии. После этого Кимон высадился с греческой пехотой и продолжил атаковать персидскую армию, которая также была разгромлена. Греки захватили вражеский лагерь, взяв много пленных, и смогли уничтожить 200 выброшенных на берег персидских трирем. Разгромное двойное поражение деморализовало персов и предотвратило для них возможность вести кампании в Эгейском море по крайней мере до 451 года до н. э. Тем не менее Делосский союз не продолжил наступление, вероятно, из-за других событий в греческом мире, которые были также важны.

## Источники

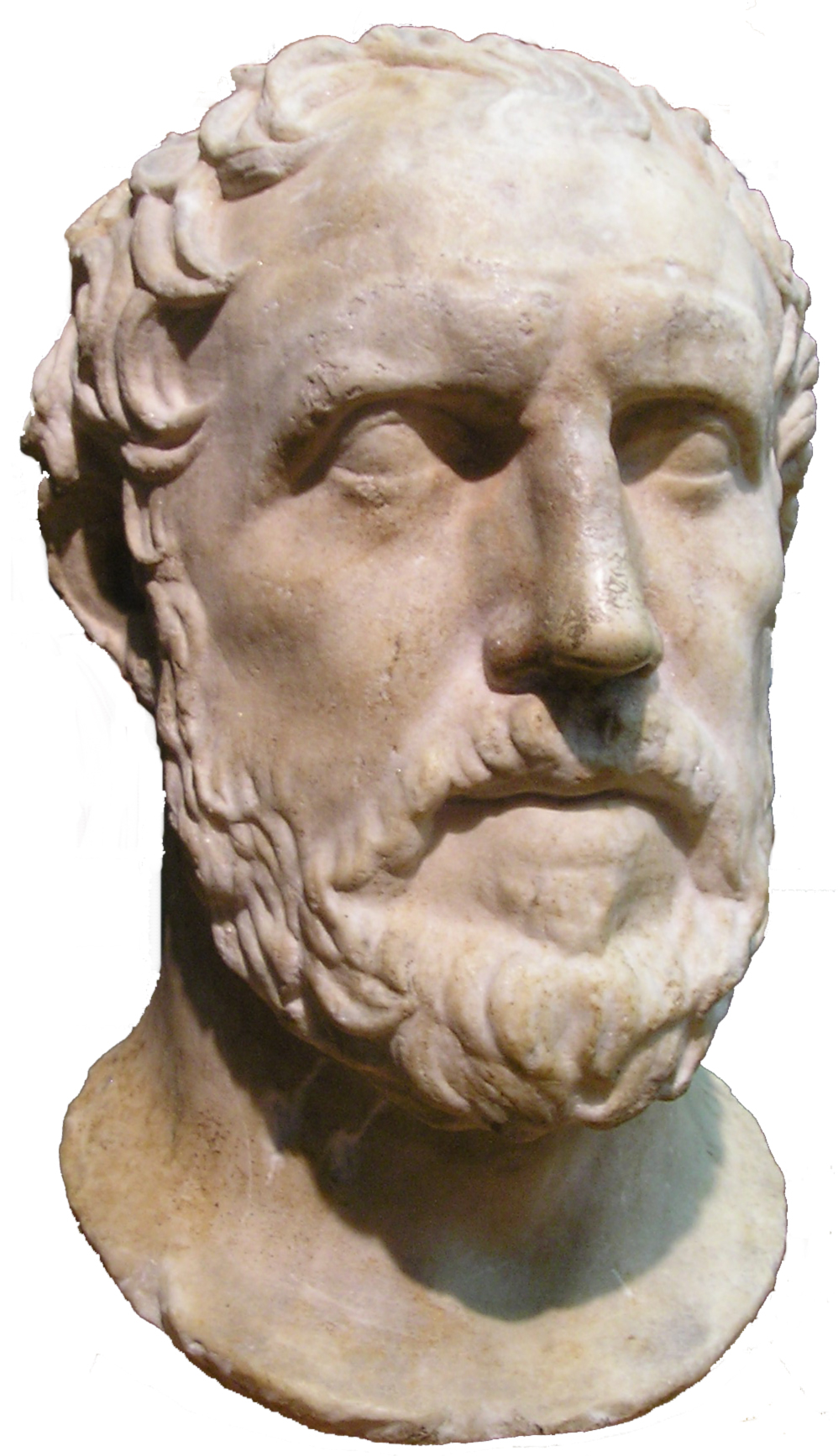
Бюст Фукидида

### Хронология
Фукидид представляет краткий перечень основных событий, происходивших с окончания второго персидского вторжения до начала Пелопоннесской войны, но у него почти нет хронологической информации. Историками были предприняты попытки составить хронологию, но результаты этих попыток не могут быть признаны достоверными. Историк Дж. В. А. Файн считает, что Фукидид описывает события в хронологическом порядке. Так, историками принята дата 465 год до н. э. как дата начала осады Фасоса на основании данных из аннотации схолиаста к копии работ «Эсхина. Схолиаст отмечает, что афиняне попытались захватить Девять путей» в архонтство Лисифея (как известно, 465/464 год до н. э.). Фукидид упоминает эту атаку на «Девять путей» в связи с началом осады Фасоса, и так как Фукидид говорит, что осада закончилась на третий год, осада Фасоса поэтому относится примерно к 465—463 годам до н. э.
Битва при Эвримедонте была отнесена к 469 году до н. э. на основании анекдота Плутарха о том, что в архонтство Апсефиона (469/468 год до н. э.) Кимон и его товарищи-стратеги были избраны судьями на состязании. Есть предположение, что во время этой стратегии Кимона и произошла битва при Эвримедонте. Однако, поскольку эта битва произошла после осады афинянами Наксоса (но до блокады Фасоса), дату битвы можно точно определить по дате осады Наксоса. В то время как некоторые принимают дату 469 год до н. э. или ещё более раннюю за дату осады Наксоса, есть и другая точка зрения, согласно которой осада началась в 467 году до н. э. Альтернативная дата этого сражения, соответственно, 466 год до н. э. Мнения современных историков разделились: одни считают наиболее вероятной датой 469 год до н. э., другие — 466 год до н. э.

## Предыстория
Победа греков при Платеях ознаменовала собой конец персидского вторжения и начало следующего этапа греко-персидских войн, греческого контрнаступления. После Микале греческие города Малой Азии снова восстали, и персы не смогли вернуть их в состав своей державы. Флот союзников затем отплыл в Херсонес, занятый персами, и осадил и захватили город Сест. В следующем, 478 году до н. э., союзники отправили силы для захвата города Византия (современный Стамбул). Осада закончилась успешно, но грубое по отношению к союзникам поведение спартанского полководца Павсания привело к недовольству многих союзников и стало причиной отзыва Павсания.
После осады Византия Спарта стала стремиться к выходу из войны. Спартанцы считали, что после освобождения материковой Греции и греческих городов Малой Азии цель войны была достигнута. Существовало также мнение, что невозможно обеспечить независимость азиатских греков. В Эллинском союзе греческих городов-государств, который боролся против сил Ксеркса, доминировали Спарта и Пелопоннесский союз. После выхода Спарты из войны руководство греческими силами перешло к афинянам. Съезд собрался на священном острове Делос, чтобы создать новый союз для продолжения борьбы с персами. Этот союз, в который входили многие из островов Эгейского моря, официально назывался «Первым афинским союзом», более известен в историографии как Делосский союз. Согласно Фукидиду, официальной целью союза было «отомстить Варвару за причинённые им бедствия опустошением персидской земли». Силы Делосского союза в следующем десятилетии изгоняли оставшиеся персидские гарнизоны из Фракии, а также расширяли территории, контролируемые Делосским союзом.
После поражения персидских сил в Европе афиняне стали расширять союз в Малой Азии. Острова Самос, Хиос и Лесбос, вероятно, стали членами Эллинского союза после битвы при Микале и, предположительно, были одними из первых членов Делосского союза.

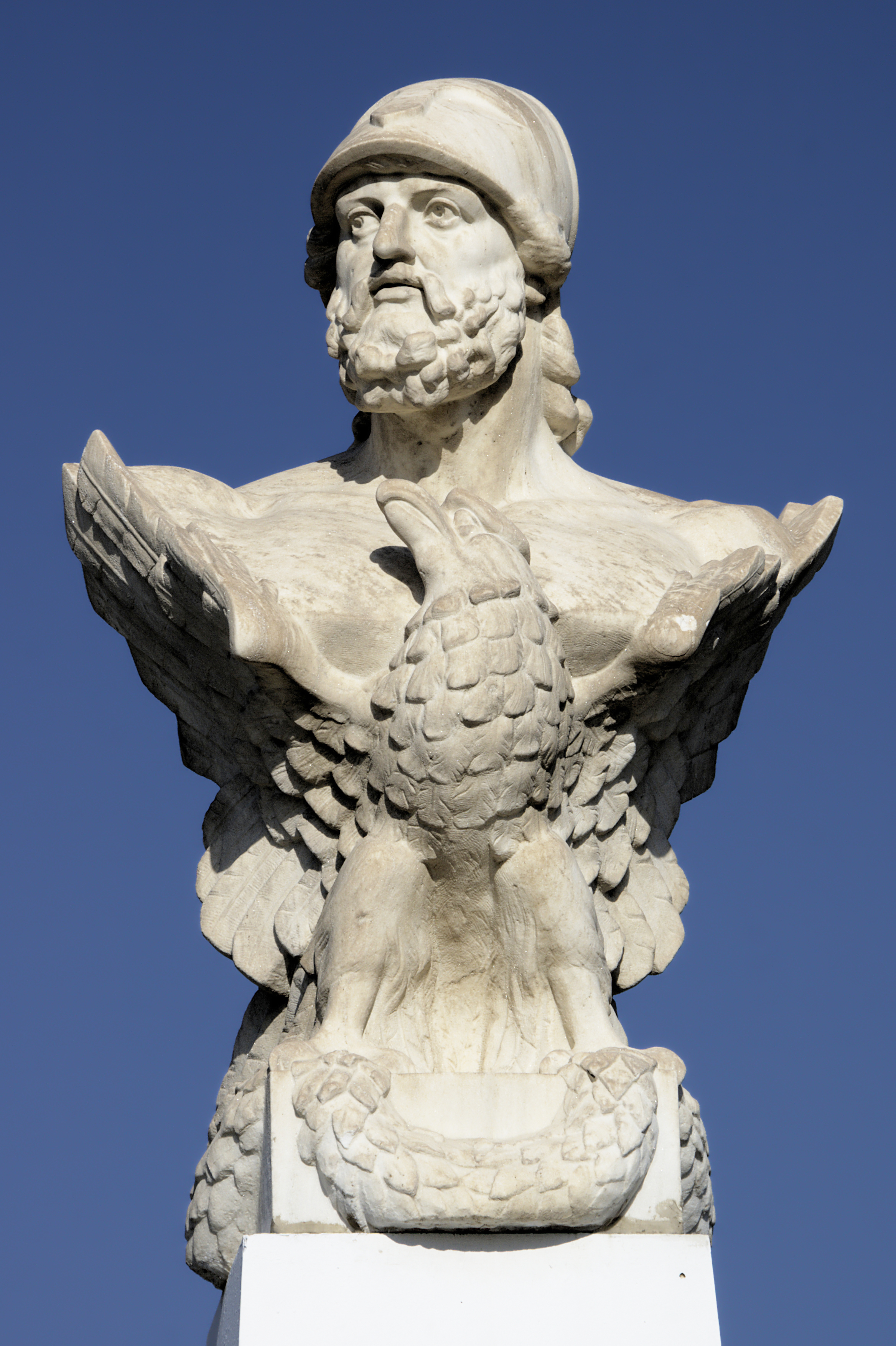
Бюст Кимона на Кипре

Эвримедонтская кампания Кимона была начата в ответ на сбор большого персидского флота и армии в Аспенде, близ устья реки Эвримедонт. Считается, что персы планировали новую агрессию, а Кимон был отправлен для того, чтобы устранить эту новую угрозу. Историк Кауквелл писал, что этот сбор персами сил был первой согласованной попыткой противодействовать грекам после провала второго вторжения. Вполне возможно, что внутренняя борьба в Персидской империи повлияла на продолжительность времени, которое потребовалось, чтобы начать эту кампанию.
Характер войны на море в Древнем мире был таким, что судам приходилось приставать к суше раз в несколько дней для того, чтобы пополнять запасы провизии и воды. Это сильно ограничивало дееспособность флота, и, по сути, означало, что флот может действовать только в непосредственной близости от безопасных военно-морских баз. Кауквелл поэтому предположил, что персидское войско собралось в Аспенде, чтобы затем двинуться вдоль южного побережья Малой Азии, захватывая каждый город, в тесном содействии с флотом.
Плутарх писал, что, услышав о том, что персидские войска собираются в Аспенде, Кимон отплыл из Книда (в Карии) с 200 триерами. Вполне вероятно, что Кимон собрал этот флот, потому что афиняне получили донесения о предстоящем походе персов против азиатских греков. Согласно Плутарху, Кимон приплыл с этими 200 триерами в греческий город Фаселиду (в Ликии), но его жители закрыли перед ним ворота. Поэтому он начал опустошать земли около Фаселиды, но при посредничестве хиосского контингента своего флота люди Фаселиды согласились присоединиться к союзу. Они должны были предоставить воинов для экспедиции и заплатить афинянам десять талантов. Тот факт, что Кимон упреждающе отправился в захваченную Фаселиду, по мнению Кауквелла, говорит о том, что он ожидал похода персов с целью захвата прибрежных городов. Присутствие армии и флота в Аспенде, возможно, убедило его, что персы планировали вторгнуться в Ионию. Захватив Фаселиду, он предотвратил Персидский поход ещё до его начала, захватив одну нужную им военно-морскую базу. Взяв инициативу, Кимон решил атаковать персидский флот в Аспенде.

## Силы сторон

### Греки

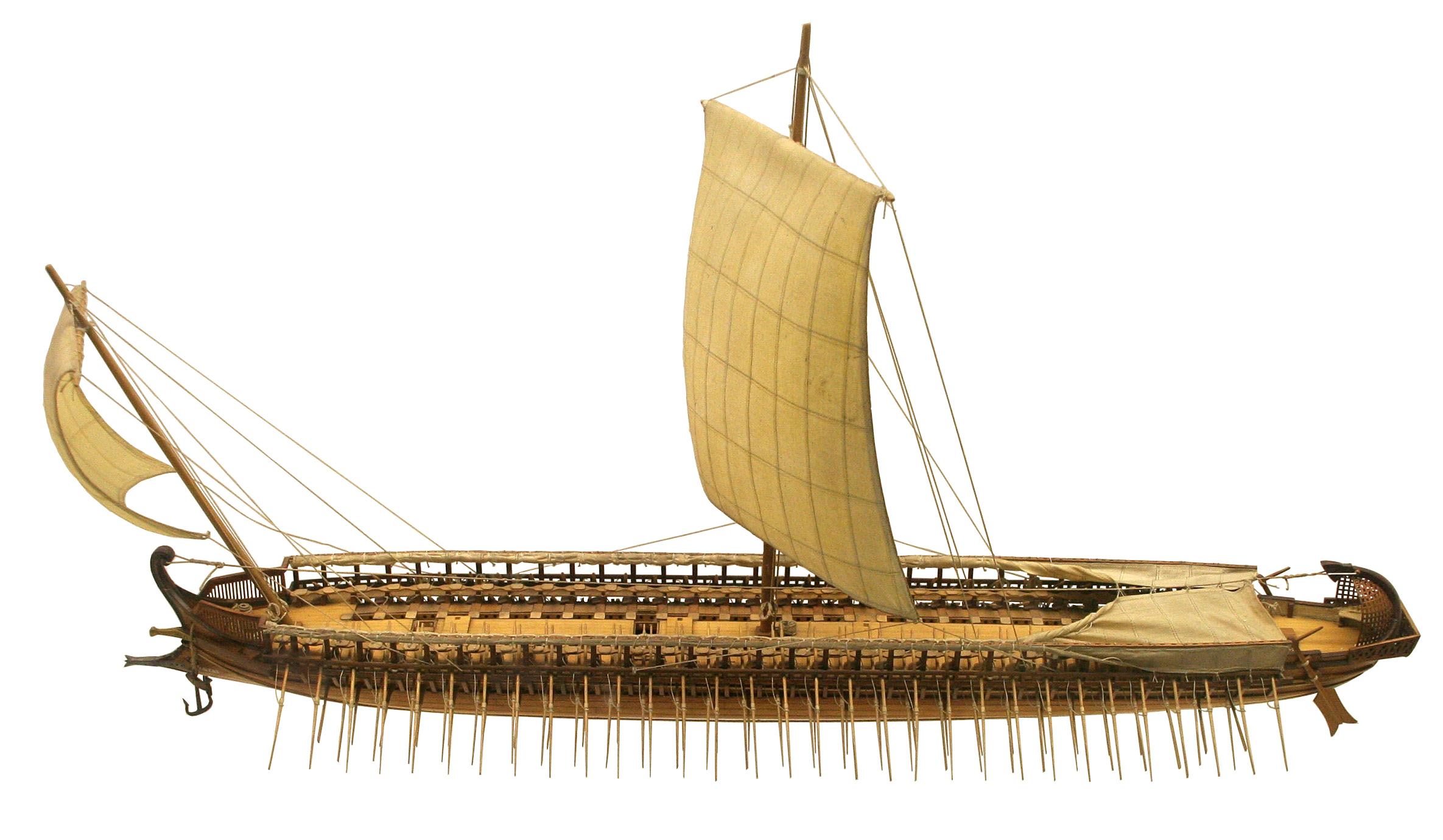
Реконструкция триеры

Согласно Плутарху, флот Делосского союза состоял из 200 триер.
Стандартное количество человек на триере — 200 человек, в том числе 14 морских пехотинцев. Во время второго персидского вторжения в Грецию на каждом греческом корабле находилось тридцать морских пехотинцев. Кроме того, хиосские суда в битве при Ладе имели по 40 морских пехотинцев каждый. Это означает, что на триерах могло бы, вероятно, находиться не более 40—45 гоплитов. Поэтому, вероятно, было около 5000 гоплитов из морской пехоты во всём флоте союзников.

### Персы
Существует несколько разных оценок численности персидских кораблей. Фукидид писал, что флот состоял из 200 финикийских кораблей; эта цифра считается современными историками наиболее достоверной. Плутарх приводит данные о 350 кораблях по Эфору и 600 по Фанодему. Кроме того, Плутарх сообщает, что персидский флот ждал 80 финикийских судов с Кипра. В древних источниках нет данных о численности персидской сухопутной армии. Тем не менее, количество морских пехотинцев в персидском флоте было, предположительно, почти таким же, как и в греческом флоте (около 5000). Плутарх, со ссылкой на Эфора, писал, что командующим флотом был Тифравст, армии — Ферендат, а согласно Каллисфену, Ариоманд был главнокомандующим.

## Битва
Фукидид описал лишь самые основные детали этого боя, более подробно рассказывает о битве Плутарх. Согласно Плутарху, персидский флот стоял на якоре у устья реки Эвримедонт, ожидая прибытия 80 финикийских судов с Кипра. Кимон решил напасть на персов до прибытия подкрепления, персидский флот, стремясь избежать битвы, отступил к самой реке. Однако, когда Кимон продолжал наступать на персов, они приняли бой. Независимо от их числа, персидская боевая линия была быстро нарушена, и персидские корабли затем начали отступать к берегу реки. Экипажи высадились на суше и стали искать убежища в лагере сухопутной армии неподалёку. Некоторые корабли, возможно, были захвачены или уничтожены во время морского сражения, но вполне вероятно, что большинство из них смогли пристать к берегу.
Персидская армия стала приближаться к греческому флоту. Несмотря на усталость своих воинов после первого боя, Кимон, видя, «что люди бодры духом, преисполнены мужества и горят желанием схватиться с варварами», приказал морским пехотинцам высадиться и напасть на персидскую армию. Персы выдержали удар, но в конце концов, как и в битве при Микале, тяжеловооружённые гоплиты показали своё превосходство и разгромили персидскую армию. Персы бежали обратно в свой лагерь и были взяты в плен, а их лагерь захвачен греками.
Фукидид писал, что 200 финикийских судов были захвачены и уничтожены. Очень маловероятно, что это произошло во время того короткого морского боя. Плутарх писал, что 200 судов были захвачены, кроме тех, которые уплыли или были сильно повреждены.
Плутарх писал, что после своей двойной победы, «подобно искусному борцу на играх… присоединил к ним третью». Кимон якобы поспешно вышел в море с флотом, чтобы перехватить флот из 80 финикийских кораблей, который персы ждали. Застав их врасплох, он захватил или уничтожил весь флот. Однако Фукидид не упомянул об этой части битвы, и некоторые исследователи сомневаются, был ли этот бой на самом деле.

## Итоги
Согласно Плутарху и Платону, персидский царь (которым в то время был ещё Ксеркс) согласился подписать унизительный мирный договор после битвы при Эвримедонте. К царю было отправлено посольство во главе с Каллием, сыном Гиппоника. Детали заключённого тогда мирного договора неизвестны, но не приходится сомневаться в том, что он был выгодным для Афин. Промежуток времени между битвой при Эвримедонте (469 или 466 год до н. э.) и египетской экспедицией афинян (459—454 до н. э.), составлявший не менее 10 лет, характеризовался отсутствием военных действий между персами и греками. Как раз в это время между спартанцами и афинянами (бывшими союзниками по антиперсидской коалиции) разгорелся военный конфликт — Малая Пелопоннесская война.
После неудачных египетской экспедиции, военного похода на Кипр, гибели Кимона военные действия становились бесперспективными как для Афинского морского союза, так и для Персидской державы. Обе стороны осознавали, что находятся в положении цугцванга, потому и решено было заключить мир. Главой делегации афинян, прибывшей в 449 году до н. э. в Сузы к Артаксерксу I, вновь был назначен Каллий. По имени главы делегации договор получил название «Каллиев мир».
Битва при Эвримедонте была очень важной победой для Делосского союза, которая навсегда покончила с угрозой персидского вторжения в Грецию. Кроме того, это поражение помешало персам попытаться отвоевать азиатских греков по крайней мере до 451 года до н. э. Присоединение новых городов Малой Азии к Делосскому союзу, в частности, городов Карии, вероятно, относится по времени к Эвримедонтской кампании Кимона.
Несмотря на одержанную Кимоном победу, между Грецией и Персией наступила патовая ситуация. Греки не воспользовались своей победой для дальнейшего нажима на Персию. Причиной этого может быть Фасосское восстание, на подавление которого были отправлены войска из Малой Азии. С другой стороны, как предполагает Плутарх, персы приняли оборонительную стратегию в Эгейском море на ближайшие полтора десятилетия. Персидского флота фактически не существовало в Эгейском море до 451 года до н. э., а греческие корабли могли безнаказанно курсировать вдоль берегов Малой Азии. Следующая крупная кампания Делосского союза против персов началась в 460 году до н. э., когда афиняне решили поддержать восстание в египетской сатрапии Персидской империи. Эта кампания продлилась 6 лет и закончилась для греков катастрофой.

### Исследования
на английском языке
- Cawkwell G. The Greek Wars: The Failure of Persia. — Oxford University Press, 2005. — ISBN 0674033140.
- Fine John Van Antwerp. The ancient Greeks: a critical history. — Harvard University Press, 1983. — ISBN 0674033140.
- Finley M. Introduction // Thucydides – History of the Peloponnesian War (translated by Rex Warner). — Penguin, 1972. — ISBN 0140440399.
- Gardiner Robert (Ed.). AGE OF THE GALLEY: Mediterranean Oared Vessels since pre-Classical Times. — Conway Maritime Press, 2004. — ISBN 978-0851779553.
- Goldsworthy A. The Fall of Carthage. — Cassel, 2003. — ISBN 0304366420.
- Green P. Alexander the Great and the Hellenistic Age. — Phoenix, 2008. — ISBN 0753824139.
- Holland T. Persian Fire: The First World Empire and the Battle for the West. — Abacus, 2005. — ISBN 0385513119.
- Hooper Finley. Greek realities: life and thought in ancient Greece. — Wayne State University Press, 1978. — ISBN 0814315976.
- Hornblower S. The Greek world, 479-323 B. C.. — Routledge, 1999. — ISBN 0415163269.
- Kagan D. The Outbreak of the Peloponnesian War. — Cornell University Press, 1989. — ISBN 0801495563.
- Lazenby J. F. The Defence of Greece 490–479 BC. — Aris & Phillips Ltd., 1993. — ISBN 0856685917.
- Powell A. Athens and Sparta: constructing Greek political and social history from 478 BC. — Routledge, 1988. — ISBN 0415003385.
- Pryor John H. Geography, Technology, and War: Studies in the Maritime History of the Mediterranean, 649–1571. — Cambridge University Press, 1988. — ISBN 0521428920.
- Sealey R. A history of the Greek city states, ca. 700-338 B.C. — University of California Press, 1976. — ISBN 0520031776.

на русском языке
- Белох Ю. Освободительные войны // Греческая история. — Т. 1.
- Вэрри Дж. Войны античности от греко-персидских войн до падения Рима. — М.: Эксмо, 2009. — ISBN 978-5-699-30727-2.
- Голицынский Н. С. Первая греко-персидская война (500-449) // Всеобщая военная исторія древнихъ временъ. — СПб.: Типография А. Траншеля, 1872.
- Егер О. Всемирная история. — М.: АСТ, Полигон. — Т. 1. Древний мир. — ISBN 978-5-17-050157-1.
- Кузищин В. И., Гвоздева Т. Б., Строгецкий В. М., Стрелков А. В. История Древней Греции. — М.: Академия, 2011. — ISBN 978-5-7695-7746-8.
- Курциус Э. История Древней Греции. — М.: Харвест, 2002. — Т. I. — ISBN 985-13-1123-5.
- Лурье С. Я. История Греции. — СПб.: Издательство С.-Петербургского ун-та, 1993. — 680 с.
- Сергеев В. С. История Древней Греции. — СПб.: Полигон, 2002. — 704 с. — ISBN 5-89173-171-1.
- Суриков И. Е. Гл. IV. Кимон: аристократ, но не олигарх // Античная Греция: политики в контексте эпохи. — М.: Наука, 2008. — 383 с. — ISBN 978-5-02-036984-9.
- Шустов В. Е. Войны и сражения Древнего мира. — Ростов-на-Дону: Феникс, 2006. — 521 с. — ISBN 5-222-09075-2.
- Кравчук А. Перикл и Аспазия / Пер. с польского. — М.: Наука, 1991. — 268 с.